# アルベルト・コルダ
アルベルト・ディアス・グティエレス (Alberto Díaz Gutiérrez) 、通称  アルベルト・コルダ（Alberto Korda、1928年9月14日 - 2001年5月25日）は、キューバ出身の写真家。アルゼンチンのマルクス主義革命家であるチェ・ゲバラの肖像写真『英雄的ゲリラ』を撮影したことで知られる。

## 略歴
1928年、キューバ・ハバナ市に生まれる。父は鉄道作業員であった。10代後半頃より父が所有していたコダック35を使用して恋人をモデルに写真撮影を始める。その後は趣味で写真撮影をする傍らで様々な職を転々としていたが、マリオ・ナランホに才能を見出され写真家となり、ハンガリーの映画監督ゾルタン・コルダに因んで職名をアルベルト・コルダとした。1956年にルイス・ピアス・ビエルと共に、ハバナで「スタジオ・コルダ」を設立。主にモデルを使用した流行写真の撮影を行い、キューバで人気の写真家となった。
1959年1月1日、フィデル・カストロ率いる反政府軍によってキューバ革命が達成されると、コルダはカストロ付きの写真家として行く先々に随行し、キューバ新政府の初期における姿を数々撮影した。翌1960年には『レボルシオン』紙の写真記者となり、同年3月5日には「ラ・クーブル号爆破事件」の追悼集会におけるチェ・ゲバラの表情を捉えた『英雄的ゲリラ』を撮影。この写真はゲバラの死後、その肖像として一般化し、思想・ファッション等に影響を与えることになった。1968年にカストロ付き写真記者を辞すと、以降はキューバの自然、特に海中写真を中心に撮影を行うようになる。また、キューバ科学アカデミー内で海中写真課を創設し、科学調査用の写真も撮影した。1980年代に入ると再び流行写真家に復帰、以後の生活はファッション関係の写真撮影に費やした。
2001年5月25日、訪問先のパリで心臓発作により客死。72歳だった。遺体はハバナのコロン墓地に埋葬された。その死後、2005年にコルダを描いたドキュメンタリー映画『Kordavison』（Hector Cruz Sandoval監督）が制作されている。